# Liste des ministres français des services au chef du Gouvernement
Cet article présente la liste des membres du Gouvernement français chargé des services à la présidence du Conseil (sous les IIIe et IVe Républiques) ou du Premier ministre (sous la Ve République).
Les dates indiquées sont les dates de prise ou de cessation des fonctions, qui sont en général la veille de la date du Journal officiel dans lequel est paru le décret de nomination.

## Troisième République
| Ministre ou Secrétaire d'État     | Intitulé                                                                         | Autre exécutif                      | Intitulé                                                                                              | Gouvernement   | Début             | Fin               | Chef de l'État       |
| --------------------------------- | -------------------------------------------------------------------------------- | ----------------------------------- | --- | -------------- | ----------------- | ----------------- | -------------------- |
| Pierre Baragnon                   | Sous-secrétaire d'État vice-présidence du Conseil et Intérieur                   | Aucun                               | Aucun                                                                                                 | de Broglie 2   | 26 novembre 1873  | 22 mai 1874       | Patrice de Mac Mahon |
| Albert Desjardins                 | Sous-secrétaire d'État vice-présidence du Conseil et Intérieur                   | Aucun                               | Aucun                                                                                                 | Buffet         | 15 mars 1875      | 23 février 1876   | Patrice de Mac Mahon |
| Benjamin Bardoux                  | Sous-secrétaire d'État Vice-Présidence du Conseil et Justice                     | Aucun                               | Aucun                                                                                                 | Dufaure 3      | 23 février 1876   | 9 mars 1876       | Patrice de Mac Mahon |
| Émile Deshayes de Marcère         | Sous-secrétaire d'État Présidence du Conseil et Intérieur                        | Aucun                               | Aucun                                                                                                 | Simon          | 21 décembre 1876  | 17 mai 1877       | Patrice de Mac Mahon |
| Charles Savary                    | Sous-secrétaire d'État Présidence du Conseil et Justice                          | Aucun                               | Aucun                                                                                                 | Dufaure 5      | 18 décembre 1877  | 4 février 1879    | Patrice de Mac Mahon |
| Edmond Turquet                    | Sous-secrétaire d'État Présidence du Conseil, Instruction publique et Beaux-Arts | Aucun                               | Aucun                                                                                                 | Ferry 1        | 23 septembre 1880 | 14 novembre 1881  | Jules Grévy          |
| Eugène Spuller                    | Sous-secrétaire d'État Présidence du Conseil et Affaires étrangères              | Aucun                               | Aucun                                                                                                 | Gambetta       | 14 novembre 1881  | 30 janvier 1882   | Jules Grévy          |
| Jules Develle                     | Sous-secrétaire d'État Présidence du Conseil, Intérieur et Cultes                | Aucun                               | Aucun                                                                                                 | Fallières      | 29 janvier 1883   | 21 février 1883   | Jules Grévy          |
| Eugène Durand                     | Sous-secrétaire d'État Présidence du Conseil, Instruction publique et Beaux-Arts | Aucun                               | Aucun                                                                                                 | Ferry 2        | 27 février 1883   | 6 avril 1885      | Jules Grévy          |
| Léon Bourgeois                    | Sous-secrétaire d'État Présidence du Conseil et Intérieur                        | Aucun                               | Aucun                                                                                                 | Floquet        | 19 mai 1888       | 22 février 1889   | Sadi Carnot          |
| Abel Ferry                        | Sous-secrétaire d'État Présidence du Conseil et Affaires étrangères              | Aucun                               | Aucun                                                                                                 | Viviani 1      | 14 juin 1914      | 26 août 1914      | Raymond Poincaré     |
| Jules Jeanneney                   | Sous-secrétaire d'État Présidence du Conseil et Guerre                           | Aucun                               | Aucun                                                                                                 | Clemenceau 2   | 16 novembre 1917  | 20 janvier 1920   | Raymond Poincaré     |
| Charles Reibel                    | Sous-secrétaire d'État Présidence du Conseil                                     | Aucun                               | Aucun                                                                                                 | Millerand 1    | 20 janvier 1920   | 18 février 1920   | Raymond Poincaré     |
| Charles Reibel                    | Sous-secrétaire d'État Présidence du Conseil                                     | Aucun                               | Aucun                                                                                                 | Millerand 2    | 18 février 1920   | 24 septembre 1920 | Paul Deschanel       |
| Charles Reibel                    | Sous-secrétaire d'État Présidence du Conseil                                     | Aucun                               | Aucun                                                                                                 | Leygues        | 24 septembre 1920 | 16 janvier 1921   | Alexandre Millerand  |
| Théodore Tissier                  | Sous-secrétaire d'État Présidence du Conseil                                     | Aucun                               | Aucun                                                                                                 | Briand 7       | 17 janvier 1921   | 15 janvier 1922   | Alexandre Millerand  |
| Maurice Colrat                    | Sous-secrétaire d'État Présidence du Conseil                                     | Aucun                               | Aucun                                                                                                 | Poincaré 2     | 15 janvier 1922   | 5 octobre 1922    | Alexandre Millerand  |
| Georges Bonnet                    | Sous-secrétaire d'État Présidence du Conseil                                     | Aucun                               | Aucun                                                                                                 | Painlevé 2     | 17 avril 1925     | 29 octobre 1925   | Gaston Doumergue     |
| Adrien Berthod                    | Sous-secrétaire d'État Présidence du Conseil                                     | Aucun                               | Aucun                                                                                                 | Painlevé 3     | 29 octobre 1925   | 28 novembre 1925  | Gaston Doumergue     |
| Pierre Laval                      | Sous-secrétaire d'État Présidence du Conseil                                     | Aucun                               | Aucun                                                                                                 | Briand 8       | 28 novembre 1925  | 9 mars 1926       | Gaston Doumergue     |
| Charles Daniélou                  | Sous-secrétaire d'État Présidence du Conseil et Affaires étrangères              | Aucun                               | Aucun                                                                                                 | Briand 9 et 10 | 9 mars 1926       | 19 juillet 1926   | Gaston Doumergue     |
| Marcel Héraud                     | Sous-secrétaire d'État Présidence du Conseil                                     | Aucun                               | Aucun                                                                                                 | Tardieu 1      | 3 novembre 1929   | 21 février 1930   | Gaston Doumergue     |
| Adrien Berthod                    | Sous-secrétaire d'État Présidence du Conseil                                     | Aucun                               | Aucun                                                                                                 | Chautemps 1    | 23 février 1930   | 2 mars 1930       | Gaston Doumergue     |
| André François-Poncet             | Sous-secrétaire d'État Présidence du Conseil - Économie nationale                | Aucun                               | Aucun                                                                                                 | Tardieu 2      | 2 mars 1930       | 13 décembre 1930  | Gaston Doumergue     |
| Marcel Héraud                     | Sous-secrétaire d'État Présidence du Conseil                                     | Aucun                               | Aucun                                                                                                 | Tardieu 2      | 2 mars 1930       | 13 décembre 1930  | Gaston Doumergue     |
| Paul Marchandeau                  | Sous-secrétaire d'État Présidence du Conseil                                     | Aucun                               | Aucun                                                                                                 | Steeg          | 13 décembre 1930  | 27 janvier 1931   | Gaston Doumergue     |
| André François-Poncet             | Sous-secrétaire d'État Présidence du Conseil et Économie nationale               | Aucun                               | Aucun                                                                                                 | Laval 1        | 27 janvier 1931   | 13 juin 1931      | Gaston Doumergue     |
| André François-Poncet             | Sous-secrétaire d'État Présidence du Conseil et Économie nationale               | Aucun                               | Aucun                                                                                                 | Laval 2        | 13 juin 1931      | 3 septembre 1931  | Paul Doumer          |
| Claude-Joseph Gignoux             | Sous-secrétaire d'État Présidence du Conseil et Économie nationale               | Aucun                               | Aucun                                                                                                 | Laval 2        | 3 septembre 1931  | 14 janvier 1932   | Paul Doumer          |
| Claude-Joseph Gignoux             | Sous-secrétaire d'État Présidence du Conseil et Économie nationale               | Aucun                               | Aucun                                                                                                 | Laval 3        | 14 janvier 1932   | 20 février 1932   | Paul Doumer          |
| Pierre Cathala et Maurice Petsche | Sous-secrétaire d'État Présidence du Conseil                                     | Aucun                               | Aucun                                                                                                 | Tardieu 3      | 20 février 1932   | 3 juin 1932       | Paul Doumer          |
| Paul Marchandeau                  | Sous-secrétaire d'État Présidence du Conseil                                     | Aucun                               | Aucun                                                                                                 | Herriot 3      | 3 juin 1932       | 18 décembre 1932  | Albert Lebrun        |
| Eugène Frot                       | Sous-secrétaire d'État Présidence du Conseil                                     | Aucun                               | Aucun                                                                                                 | Paul-Boncour   | 18 décembre 1932  | 31 janvier 1933   | Albert Lebrun        |
| Guy La Chambre                    | Sous-secrétaire d'État Présidence du Conseil                                     | Aucun                               | Aucun                                                                                                 | Daladier 1     | 31 janvier 1933   | 26 octobre 1933   | Albert Lebrun        |
| André Marie                       | Sous-secrétaire d'État Présidence du Conseil                                     | Aucun                               | Aucun                                                                                                 | Sarraut 1      | 26 octobre 1933   | 26 novembre 1933  | Albert Lebrun        |
| Philippe Marcombes                | Sous-secrétaire d'État Présidence du Conseil                                     | Aucun                               | Aucun                                                                                                 | Chautemps 2    | 26 novembre 1933  | 30 janvier 1934   | Albert Lebrun        |
| Léon Martinaud-Déplat             | Sous-secrétaire d'État Présidence du Conseil                                     | Aucun                               | Aucun                                                                                                 | Daladier 2     | 30 janvier 1934   | 9 février 1934    | Albert Lebrun        |
| Pierre Perreau-Pradier            | Sous-secrétaire d'État Présidence du Conseil                                     | Aucun                               | Aucun                                                                                                 | Flandin 1      | 8 novembre 1934   | 1er juin 1935     | Albert Lebrun        |
| Pierre Cathala                    | Sous-secrétaire d'État Présidence du Conseil et Intérieur                        | Aucun                               | Aucun                                                                                                 | Bouisson       | 1er juin 1935     | 7 juin 1935       | Albert Lebrun        |
| Camille Blaisot                   | Sous-secrétaire d'État Présidence du Conseil et Affaires étrangères              | Aucun                               | Aucun                                                                                                 | Laval 4        | 7 juin 1935       | 24 janvier 1936   | Albert Lebrun        |
| Jean Zay                          | Sous-secrétaire d'État Présidence du Conseil                                     | Aucun                               | Aucun                                                                                                 | Sarraut 2      | 24 janvier 1936   | 4 juin 1936       | Albert Lebrun        |
| Marx Dormoy                       | Sous-secrétaire d'État Présidence du Conseil                                     | Aucun                               | Aucun                                                                                                 | Blum 1         | 4 juin 1936       | 24 novembre 1936  | Albert Lebrun        |
| François de Tessan                | Sous-secrétaire d'État Présidence du Conseil                                     | Aucun                               | Aucun                                                                                                 | Blum 1         | 24 novembre 1936  | 26 mai 1937       | Albert Lebrun        |
| Jules Moch                        | Sous-secrétaire d'État Présidence du Conseil                                     | Aucun                               | Aucun                                                                                                 | Blum 1         | 26 mai 1937       | 22 juin 1937      | Albert Lebrun        |
| William Bertrand                  | Sous-secrétaire d'État Présidence du Conseil                                     | Aucun                               | Aucun                                                                                                 | Chautemps 3    | 22 juin 1937      | 18 janvier 1938   | Albert Lebrun        |
| Ludovic-Oscar Frossard            | Ministre d'État (chargé des services de la Présidence du Conseil)                | Émile Laurens                       | Sous-secrétaire d'État Présidence du Conseil                                                          | Chautemps 4    | 18 janvier 1938   | 13 mars 1938      | Albert Lebrun        |
| Vincent Auriol                    | Ministre chargé de la Coordination des Services à la Présidence du Conseil       | André Février et François de Tessan | Sous-secrétaire d'État Présidence du Conseil                                                          | Blum 2         | 13 mars 1938      | 10 avril 1938     | Albert Lebrun        |
| Camille Chautemps                 | Vice-Président du Conseil, Coordination des Services à la Présidence du Conseil  | Aucun                               | Aucun                                                                                                 | Daladier 3     | 10 avril 1938     | 21 mars 1940      | Albert Lebrun        |
| Camille Chautemps                 | Vice-Président du Conseil et Coordination                                        | Aucun                               | Aucun                                                                                                 | Reynaud        | 21 mars 1940      | 30 mars 1940      | Albert Lebrun        |
| Camille Chautemps                 | Vice-Président du Conseil et Coordination                                        | Paul Baudoin                        | Sous-secrétaire d'État Présidence du Conseil (Secrétaire du cabinet de guerre et du comité de guerre) | Reynaud        | 30 mars 1940      | 5 juin 1940       | Albert Lebrun        |
| Camille Chautemps                 | Vice-Président du Conseil et Coordination                                        | Aucun                               | Aucun                                                                                                 | Reynaud        | 5 juin 1940       | 16 juin 1940      | Albert Lebrun        |
| Raphaël Alibert                   | Sous-secrétaire d'État Présidence du Conseil                                     | Aucun                               | Aucun                                                                                                 | Pétain         | 16 juin 1940      | 12 juillet 1940   | Albert Lebrun        |

## Seconde Guerre mondiale
| Ministre ou Secrétaire d'État | Intitulé                                              | Gouvernement      | Début            | Fin             | Chef de l'État  |
| ----------------------------- | ----------------------------------------------------- | ----------------- | ---------------- | --------------- | --------------- |
| Paul Baudoin                  | Ministre secrétaire d’État à la présidence du Conseil | Laval 5 (à Vichy) | 13 décembre 1940 | 23 février 1941 | Philippe Pétain |

## Quatrième République
| Ministre ou Secrétaire d'État       | Intitulé                                                         | Autre exécutif                                             | Intitulé                                                                                | Gouvernement         | Début             | Fin               | Chef de l'État  |
| ----------------------------------- | ---------------------------------------------------------------- | ---------------------------------------------------------- | --------------------------------------------------------------------------------------- | -------------------- | ----------------- | ----------------- | --------------- |
| André Colin                         | Secrétaire d'État Présidence du Conseil                          | Robert Bichet                                              | Sous-secrétaire d'État Présidence du Conseil et Information                             | Bidault 1            | 24 juin 1946      | 16 décembre 1946  | Georges Bidault |
| Albert Gazier                       | Secrétaire d'État Présidence du Conseil                          | Amadou Lamine-Gueye                                        | Sous-secrétaire d'État Présidence du Conseil                                            | Blum 3               | 16 décembre 1946  | 22 janvier 1947   | Vincent Auriol  |
| Paul Béchard                        | Secrétaire d'État Présidence du Conseil                          | Aucun                                                      | Aucun                                                                                   | Ramadier 1           | 9 mai 1947        | 22 octobre 1947   | Vincent Auriol  |
| Eugène Thomas                       | Secrétaire d'État Présidence du Conseil                          | Aucun                                                      | Aucun                                                                                   | Ramadier 2           | 27 octobre 1947   | 24 novembre 1947  | Vincent Auriol  |
| Pierre Abelin                       | Secrétaire d'État Présidence du Conseil                          | Aucun                                                      | Aucun                                                                                   | Schuman 1            | 24 novembre 1947  | 26 juillet 1948   | Vincent Auriol  |
| André Morice                        | Secrétaire d'État Présidence et Enseignement technique (Pt du C) | Aucun                                                      | Aucun                                                                                   | Marie                | 26 juillet 1948   | 5 septembre 1948  | Vincent Auriol  |
| Pierre Abelin                       | Secrétaire d'État Présidence du Conseil                          | François Mitterrand                                        | Secrétaire d'État Vice-présidence du Conseil                                            | Schuman 2            | 5 septembre 1948  | 11 septembre 1948 | Vincent Auriol  |
| Paul Devinat et François Mitterrand | Secrétaire d'État Présidence du Conseil                          | Robert Bruyneel                                            | Sous-secrétaire d'État Vice-présidence du Conseil                                       | Queuille 1           | 11 septembre 1948 | 13 février 1949   | Vincent Auriol  |
| Paul Devinat et François Mitterrand | Secrétaire d'État Présidence du Conseil                          | Robert Bruyneel                                            | Sous-secrétaire d'État Présidence du Conseil                                            | Queuille 1           | 13 février 1949   | 28 octobre 1949   | Vincent Auriol  |
| Paul Bacon                          | Secrétaire d'État Présidence du Conseil                          | Aucun                                                      | Aucun                                                                                   | Bidault 2            | 29 octobre 1949   | 7 février 1950    | Vincent Auriol  |
| Robert Prigent                      | Secrétaire d'État Présidence du Conseil                          | Aucun                                                      | Aucun                                                                                   | Bidault 2            | 14 février 1950   | 2 juillet 1950    | Vincent Auriol  |
| André Dulin et François Delcos      | Secrétaire d'État Présidence du Conseil                          | Aucun                                                      | Aucun                                                                                   | Queuille 2           | 2 juillet 1950    | 12 juillet 1950   | Vincent Auriol  |
| Maurice Bourgès-Maunoury            | Secrétaire d'État Présidence du Conseil                          | Aucun                                                      | Aucun                                                                                   | Pleven 1, Queuille 3 | 12 juillet 1950   | 11 août 1951      | Vincent Auriol  |
| Félix Gaillard                      | Secrétaire d'État Présidence du Conseil                          | Robert Bruyneel                                            | Secrétaire d'État Présidence du Conseil                                                 | Pleven 2             | 11 août 1951      | 20 janvier 1952   | Vincent Auriol  |
| Félix Gaillard                      | Secrétaire d'État Présidence du Conseil et Finances              | Raymond Marcellin                                          | Secrétaire d'État Présidence du Conseil                                                 | Edgar Faure 1        | 20 janvier 1952   | 8 mars 1952       | Vincent Auriol  |
| Félix Gaillard                      | Secrétaire d'État Présidence du Conseil et Finances              | Raymond Marcellin                                          | Secrétaire d'État Présidence du Conseil                                                 | Pinay                | 8 mars 1952       | 8 janvier 1953    | Vincent Auriol  |
| Félix Gaillard                      | Secrétaire d'État Présidence du Conseil et Finances              | Guy Petit                                                  | Secrétaire d'État Présidence du Conseil                                                 | Pinay                | 14 mars 1952      | 8 janvier 1953    | Vincent Auriol  |
| Félix Gaillard                      | Secrétaire d'État Présidence du Conseil                          | Aucun                                                      | Aucun                                                                                   | Mayer                | 8 janvier 1953    | 10 janvier 1953   | Vincent Auriol  |
| Félix Gaillard                      | Secrétaire d'État Présidence du Conseil                          | Johannès Dupraz                                            | Secrétaire d'État Présidence du Conseil                                                 | Mayer                | 10 janvier 1953   | 28 juin 1953      | Vincent Auriol  |
| Pierre July                         | Secrétaire d'État Présidence du Conseil                          | Aucun                                                      | Aucun                                                                                   | Laniel 1             | 2 juillet 1953    | 13 août 1953      | Vincent Auriol  |
| Pierre July                         | Secrétaire d'État Présidence du Conseil                          | André Bougenot                                             | Sous-secrétaire d'État à la Présidence du Conseil                                       | Laniel 1             | 13 août 1953      | 16 janvier 1954   | Vincent Auriol  |
| Pierre July                         | Secrétaire d'État Présidence du Conseil                          | André Bougenot                                             | Sous-secrétaire d'État à la Présidence du Conseil                                       | Laniel 2             | 16 janvier 1954   | 19 juin 1954      | René Coty       |
| André Bettencourt                   | Secrétaire d'État Présidence du Conseil                          | Aucun                                                      | Aucun                                                                                   | Mendès-France        | 19 juin 1954      | 30 juin 1954      | René Coty       |
| André Bettencourt                   | Secrétaire d'État Présidence du Conseil                          | Jean Masson                                                | Secrétaire d'État Présidence du Conseil et Fonction publique                            | Mendès-France        | 30 juin 1954      | 12 novembre 1954  | René Coty       |
| André Bettencourt et André Moynet   | Secrétaire d'État Présidence du Conseil                          | René Billères                                              | Secrétaire d'État Présidence du Conseil, Relations avec Assemblées et Fonction publique | Mendès-France        | 12 novembre 1954  | 23 février 1955   | René Coty       |
| Gaston Palewski                     | Ministre Délégué à la présidence du Conseil                      | Léopold-Sédar Senghor et Jean Médecin                      | Secrétaire d'État Présidence du Conseil                                                 | Edgar Faure 2        | 23 février 1955   | 6 octobre 1955    | René Coty       |
| Pierre July                         | Ministre Délégué à la présidence du Conseil                      | Léopold-Sédar Senghor et Jean Médecin                      | Secrétaire d'État Présidence du Conseil                                                 | Edgar Faure 2        | 20 octobre 1955   | 1er février 1956  | René Coty       |
| Félix Houphouët-Boigny              | Ministre Délégué à la présidence du Conseil                      | Aucun                                                      | Aucun                                                                                   | Mollet               | 1er février 1956  | 17 mars 1956      | René Coty       |
| Félix Houphouët-Boigny              | Ministre Délégué à la présidence du Conseil                      | Hammadoun Dicko                                            | Sous-secrétaire d'État Présidence du Conseil                                            | Mollet               | 17 mars 1956      | 13 juin 1957      | René Coty       |
| Aucun                               | Aucun                                                            | Jacques Périer, François-Marie Bénard et François Giacobbi | Sous-secrétaire d'État Présidence du Conseil                                            | Bourgès-Maunoury     | 17 juin 1957      | 6 novembre 1957   | René Coty       |
| Aucun                               | Aucun                                                            | François Giacobbi                                          | Sous-secrétaire d'État Présidence du Conseil                                            | Gaillard             | 11 novembre 1957  | 18 novembre 1957  | René Coty       |
| Modibo Keïta                        | Secrétaire d'État Présidence du Conseil                          | François Giacobbi                                          | Sous-secrétaire d'État Présidence du Conseil                                            | Gaillard             | 18 novembre 1957  | 14 mai 1958       | René Coty       |
| André Malraux                       | Ministre délégué à la présidence du Conseil                      | Aucun                                                      | Aucun                                                                                   | de Gaulle 3          | 3 juin 1958       | 8 janvier 1959    | René Coty       |
| André Boulloche                     | Ministre délégué à la présidence du Conseil                      | Aucun                                                      | Aucun                                                                                   | de Gaulle 3          | 7 juillet 1958    | 8 janvier 1959    | René Coty       |

## Cinquième République
Sous la Cinquième République, les membres du gouvernements suivants ont été délégués auprès du Premier ministre sans attribution plus précise.
| Ministre ou Secrétaire d'État | Intitulé                                     | Gouvernement  | Début           | Fin              | Chef de l'État           |
| ----------------------------- | -------------------------------------------- | ------------- | --------------- | ---------------- | ------------------------ |
| Roger Frey                    | Ministre délégué auprès du Premier ministre  | Debré         | 5 février 1960  | 6 mai 1961       | Charles de Gaulle        |
| Louis Terrenoire              | Ministre délégué auprès du Premier ministre  | Debré         | 24 août 1961    | 14 avril 1962    | Charles de Gaulle        |
| Joseph Comiti                 | Secrétaire d’État auprès du Premier ministre | Chaban-Delmas | 22 juin 1969    | 30 juin 1969     | Georges Pompidou         |
| Philippe Malaud               | Secrétaire d’État auprès du Premier ministre | Chaban-Delmas | 22 juin 1969    | 7 janvier 1971   | Georges Pompidou         |
| Jacques Baumel                | Secrétaire d’État auprès du Premier ministre | Chaban-Delmas | 22 juin 1969    | 6 juillet 1972   | Georges Pompidou         |
| Paul Dijoud                   | Secrétaire d’État auprès du Premier ministre | Messmer 2     | 5 avril 1973    | 20 avril 1973    | Georges Pompidou         |
| Pierre Mazeaud                | Secrétaire d’État auprès du Premier ministre | Messmer 2     | 5 avril 1973    | 20 avril 1973    | Georges Pompidou         |
| Antoine Rufenacht             | Secrétaire d’État auprès du Premier ministre | Barre 1       | 27 août 1976    | 30 mars 1977     | Valéry Giscard d'Estaing |
| Jacques Dominati              | Secrétaire d’État auprès du Premier ministre | Barre 2       | 1er avril 1977  | 6 avril 1978     | Valéry Giscard d'Estaing |
| Jacques Dominati              | Secrétaire d’État auprès du Premier ministre | Barre 3       | 6 avril 1978    | 22 mai 1981      | Valéry Giscard d'Estaing |
| Norbert Ségard                | Ministre délégué auprès du Premier ministre  | Barre 3       | 5 novembre 1980 | 1er février 1981 | Valéry Giscard d'Estaing |
| Jean Le Garrec                | Secrétaire d’État auprès du Premier ministre | Mauroy 1      | 22 mai 1981     | 23 juin 1981     | François Mitterrand      |
| Jean Le Garrec                | Secrétaire d’État auprès du Premier ministre | Mauroy 3      | 24 mars 1983    | 23 juillet 1984  | François Mitterrand      |
| Tony Dreyfus                  | Secrétaire d’État auprès du Premier ministre | Rocard 1 et 2 | 13 mai 1988     | 17 mai 1991      | François Mitterrand      |

De nos jours, la fonction de membre du Gouvernement chargé des services du Premier ministre est assurée par d'autres ministères, tels que le porte-parolat du Gouvernement ou le ministère chargé des Relations avec le Parlement.